# Fibrosi retroperitoneale
Per fibrosi retroperitoneale, in campo medico, si intende una malattia correlata alla proliferazione di tessuto fibroso nel retroperitoneo, che si sostituisce al tessuto sano. A volte degenera in un'uropatia di tipo ostruttivo e insufficienza renale. Ultimamente è stata studiata una sua possibile correlazione con la schistosomiasi.

## Epidemiologia
La malattia colpisce principalmente gli uomini dalla terza decade di età fino a quasi tutta la quarta.

## Sintomatologia
I sintomi e i segni clinici presentano vomito, febbre, malessere generalizzato con dolore addominale, lombalgia, ipertensione arteriosa, oliguria, anuria, poliuria, ematuria.

## Eziologia
La sua associazione con varie condizioni immuno-correlate e la risposta all'immunosoppressione hanno portato alla speculazione su una causa autoimmune di RPF idiopatica.
Un terzo dei casi è secondario a tumori, farmaci (metisergide, idralazina, beta-bloccanti), aneurisma aortico o alcune infezioni. A volte si manifesta come effetto collaterale in diverse malattie, come nel caso della pancreatite autoimmune.

## Diagnosi
La diagnosi di fibrosi retroperitoneale non può essere fatta sulla base dei risultati di studi di laboratorio. La TC è la migliore modalità diagnostica: una massa confluente che circonda l'aorta può essere vista su una TAC. Sebbene la biopsia non sia di solito raccomandata, è appropriata quando si sospetta la malignità o l'infezione. La biopsia deve essere eseguita anche se la posizione della fibrosi è atipica o in caso di risposta inadeguata al trattamento iniziale.
Negli esami di laboratorio si osserva un aumento della VES.

## Trattamento
In assenza di grave ostruzione del tratto urinario (che generalmente richiede un intervento chirurgico con involucro omentale), inizialmente il trattamento prevede generalmente glucocorticoidi, seguiti da DMARD come agenti risparmiatori di steroidi o refrattari agli steroidi. Il tamoxifene ha dimostrato di migliorare la condizione in vari piccoli studi, anche se l'esatto meccanismo della sua azione rimane poco chiaro. Le fibrosi retroperitoneali si associano a condizioni che includono:
- Tiroidite di Riedel
- precedente radioterapia
- sarcoidosi
- aneurisma aortico addominale infiammatorio
- farmaci

In caso di assunzione di metisergide, interromperne la somministrazione. Nelle forme più gravi occorre procedere con l'intervento chirurgico, in quelle meno gravi è sufficiente la somministrazione di glucocorticoide.